# Franz Joseph Würtenberger
Franz Joseph Würtenberger (* 3. September 1818 in Dettighofen, Klettgau; † 28. Juli 1889 ebenda) war ein badischer Landwirt, Heimatforscher und Fossiliensammler.

## Leben
Franz Joseph Würtenberger war bereits in seiner Jugend um eine künstlerische oder wissenschaftliche Ausbildung bemüht, doch war ihm nur der Besuch der Dorfschule möglich. Mit etwa 30 Jahren entdeckte er die vielfältigen geologischen Naturphänomene seiner Heimat und begann mit einer leidenschaftlichen Sammlertätigkeit. In der Folge erwarb er sich autodidaktisch umfangreiche geologische Kenntnisse. Bekanntschaft und Exkursionen führten ihn mit maßgeblichen Forschern und Sammlern der Zeit zusammen, z. B. mit Oswald Heer, Arnold Escher von der Linth, Karl Mayer-Eymar oder Ferdinand Schalch. Als Mitglied der Naturforschenden Gesellschaft Karlsruhe lernte er weitere Wissenschaftler wie Emil von Kageneck kennen. Julius Schill empfahl ihn als einzigen kompetenten Forscher für die Geologische Landesaufnahme der Section Stühlingen; er wurde jedoch nicht angenommen.
Seine Sammlung, die er zusammen mit seinem jüngeren Bruder Thomas Würtenberger und seinem Sohn Leopold Würtenberger aufgebaut hatte, erreichte den Umfang von 17.000 Stück. Der Verkauf an den Badischen Staat im Jahr 1869 für das 1875 fertiggestellte Naturalienkabinett in Karlsruhe fiel ihm nicht leicht. Leider wurde die Sammlung im Zweiten Weltkrieg größtenteils zerstört. Er setzte seine Sammlungstätigkeit nach dem Verkauf weiter fort, und es entstand eine zweite kleine Sammlung. Seine Arbeiten fanden in Fachkreisen volle Anerkennung und bildeten die Grundlagen für die spätere geologische Landesaufnahme. Seine zweite Sammlung befindet sich im Museum zu Allerheiligen in Schaffhausen.

## Familie
Franz Joseph Würtenberger war verheiratet mit Maria Anna Indlekofer (1827–1892) aus Bühl. Sie hatten fünf Kinder:
- Heinrich Würtenberger (1852–1926), Heimatschriftsteller und Schlossverwalter auf Schloss Eberstein
- Alexander Würtenberger (1854–1933), Heimatdichter und Rosenzüchter
- Leopold Würtenberger (1846–1886), Geologe
- Anna Würtenberger ⚭
- Luise Würtenberger ⚭

Sein Neffe war der Künstler Ernst Würtenberger (1868–1934). 

## Veröffentlichungen
- Verzeichnis von fossilen Pflanzen-Resten aus dem Tertiär des Klettgau. In: Neues Jahrbuch für Mineralogie 1862, S. 719–722 (zusammen mit seinem Bruder Thomas)
- Der weiße Jura im Klettgau und angrenzenden Randengebirg. In: Verhandlungen des naturwissenschaftlichen Vereins in Carlsruhe Band 2, 1866, S. 11–68 (zusammen mit seinem Sohn Leopold Württenberger) (Google-Books).
- Die Tertiärformation im Klettgau. In: Zeitschrift der Deutschen Geologischen Gesellschaft 22, 1870, S. 471–581.
- Die ältesten Spuren der Menschen in Deutschland (Manuskript)
- Die Alpengletscher von heute und damals (Manuskript)
- Die erratischen Bildungen im Klettgau (Manuskript)
- Resultate der geologischen Untersuchungen für den Eisenbahnbau von Waldshut nach Gottmadingen (Manuskript)
- Einiges über Entstehung, Zweck und Zustand der Sammlung. In: Verzeichnis der paläontologisch-geognostischen Sammlung des F. J. Würtenberger in Dettighofen im Klettgau 1867 (Manuskript)